# 巴黎商業交易所
巴黎商業交易所（法語：Bourse de commerce de Paris）是一座位於法國巴黎第一區的一座公共建築，該建築最初用作談判糧食和其他商品貿易的場所，在20世紀後期被巴黎商會用來為企業提供服務。該建築現被列為歷史古蹟。
自2021年以來，該建築一直是皮諾收藏在巴黎的展覽場地。並以巴黎商業交易所─皮諾私人美術館之名開幕。

## 歷史
1574年至1584年間，讓·比朗曾為凱薩琳·德·麥地奇建造了一座豪宅。並在豪宅旁邊建造一座帶有具有觀察平台的塔樓，該塔樓現在稱為美第奇柱，人們能夠從該塔觀察星星以進行占星術。王后的豪宅隨後被蘇瓦松伯爵查爾斯·德·波旁買下，並對其進行了修繕和擴建。酒店後來被稱為蘇瓦松酒店。
蘇瓦松酒店的最後一位所有人是維托里奧·阿梅迪奧一世，1741年，他因為欠債而不得不將酒店拍賣。酒店則在他去世後的1748年被拆除，建築的材料被出售以償還債務。巴黎市則購買了美第奇柱使它得以保留至今。

### 創立
1183年，腓力二世擴建巴黎市場，為來自全國各地出售商品商人建立一個遮蔽之處，使得來自吕扎什的穀物能夠通過陸路運往城市，來自布列的穀物則通過船隻到達巴黎市政厅下面的麥港口（port au Blé），然而由於該地區經常出現混亂，使得穀物的運輸變得較為複雜。隨著城市的發展，18世紀，小麥市場於桶鋪街和乾酪鋪街之間興建。
1763年至1767年間，巴黎市政府選擇以蘇瓦松酒店的舊址建造了一座圓形建築，用於存儲和銷售小麥。該建築被稱為穀物交易所（Halle aux blés），由建築師兼理論家尼古拉斯·勒·加繆·德·梅濟耶爾設計，該建築物的中央有一個圓形庭院和一個雙層樓梯。該新建築物的建造受到極大的讚譽。代表了當時形成的一些理念：公共紀念碑，紀念碑能夠城市的環境獨立並脫穎而出，建築物的簡樸、透明的結構讓人想起重新受到讚譽的哥特式建築。根據米歇爾·加列（Michel Gallet）的說法：「這座理性、優雅的紀念碑，被視為一個有愛心的政府和富有預見性的行政機構的象徵，作為市政當局為公共福利的努力的證明。它所展現的活力向人民教育了這樣一個觀念：「豐富是勞動的獎賞」。」
圓形庭院和本來是敞開的，然而由於不利於糧食的保存，1782年9月和1783年1月，建築師雅克-吉拉姆·羅格朗和雅克·莫利諾斯根據菲利贝尔·德洛姆所提出的原則，為穀物交易所設計了一個木質圓頂。然而在1802年10月16日，交易所圓頂在一場被火災被摧毀。
1807年9月4日，根據帝國法令規定「巴黎市的穀物交易所將由鐵框架覆蓋，其垂直拱門將由鑄鐵製成。它將用鍍錫銅板覆蓋」，在一些爭議之後，建築物的重建工作於1806年至1811年間委託弗朗索瓦-約瑟夫·貝朗熱和工程師弗朗索瓦·布呂內（François Brunet）負責。他們所設計的新圓頂由鑄鐵製成，其屋頂則使用銅覆蓋，成為了新的設計方案。原始木造圓頂的25扇窗戶被一盞照亮圓形大廳的燈籠所取代。1838 年，銅板被窗格取代。
維克多·雨果在他1831年的小說《巴黎聖母院》中，將該圓頂描述為一個大尺寸的英國賽馬帽。隨著該建築在1854年再次被大火燒毀。活動持續下降的穀物交易所最終於1873年關閉，並在1885年被分配給予巴黎商品交易所使用。在此之前，商品交易所則位於布隆尼亞宮的證券交易所辦公。

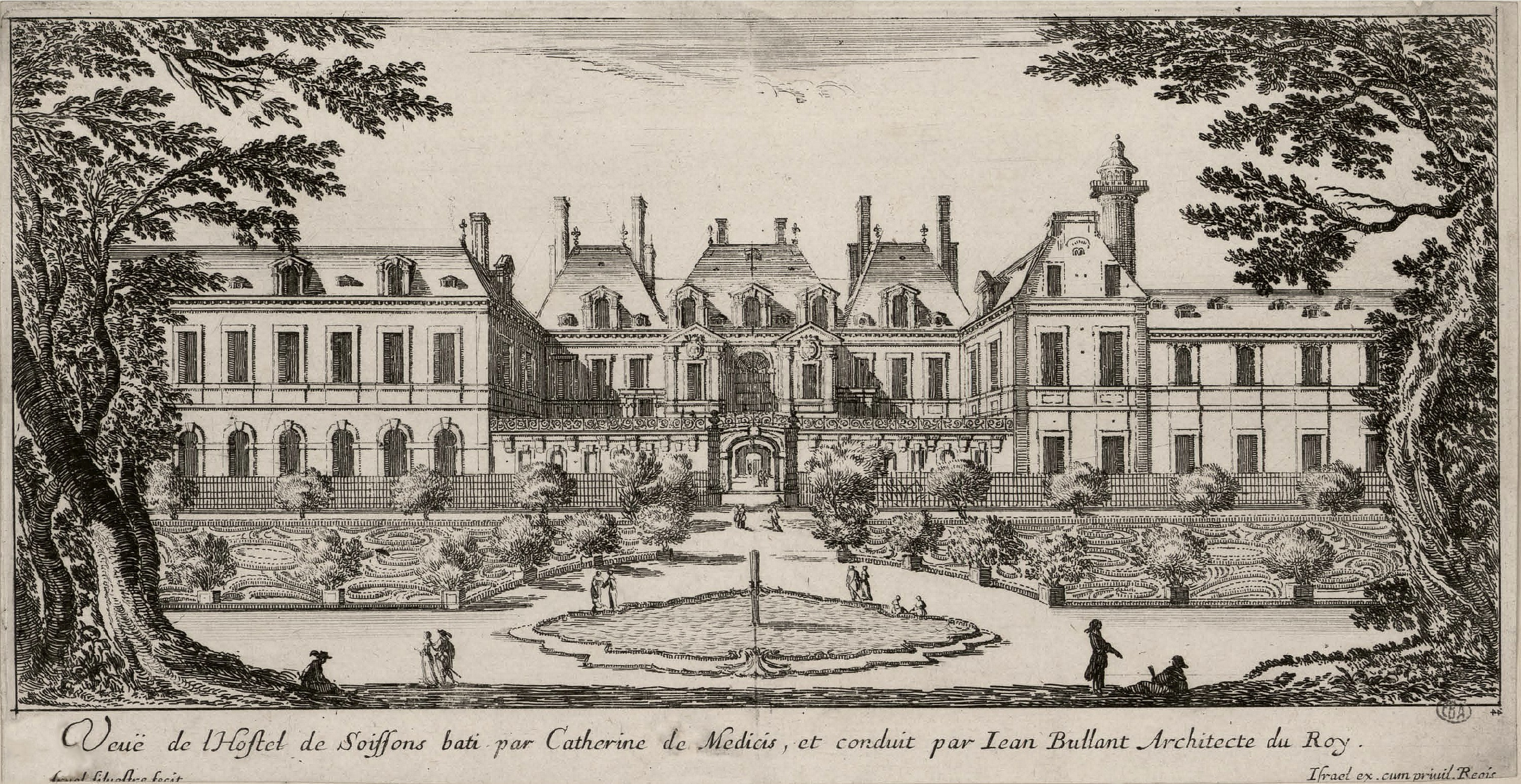
蘇瓦松酒店
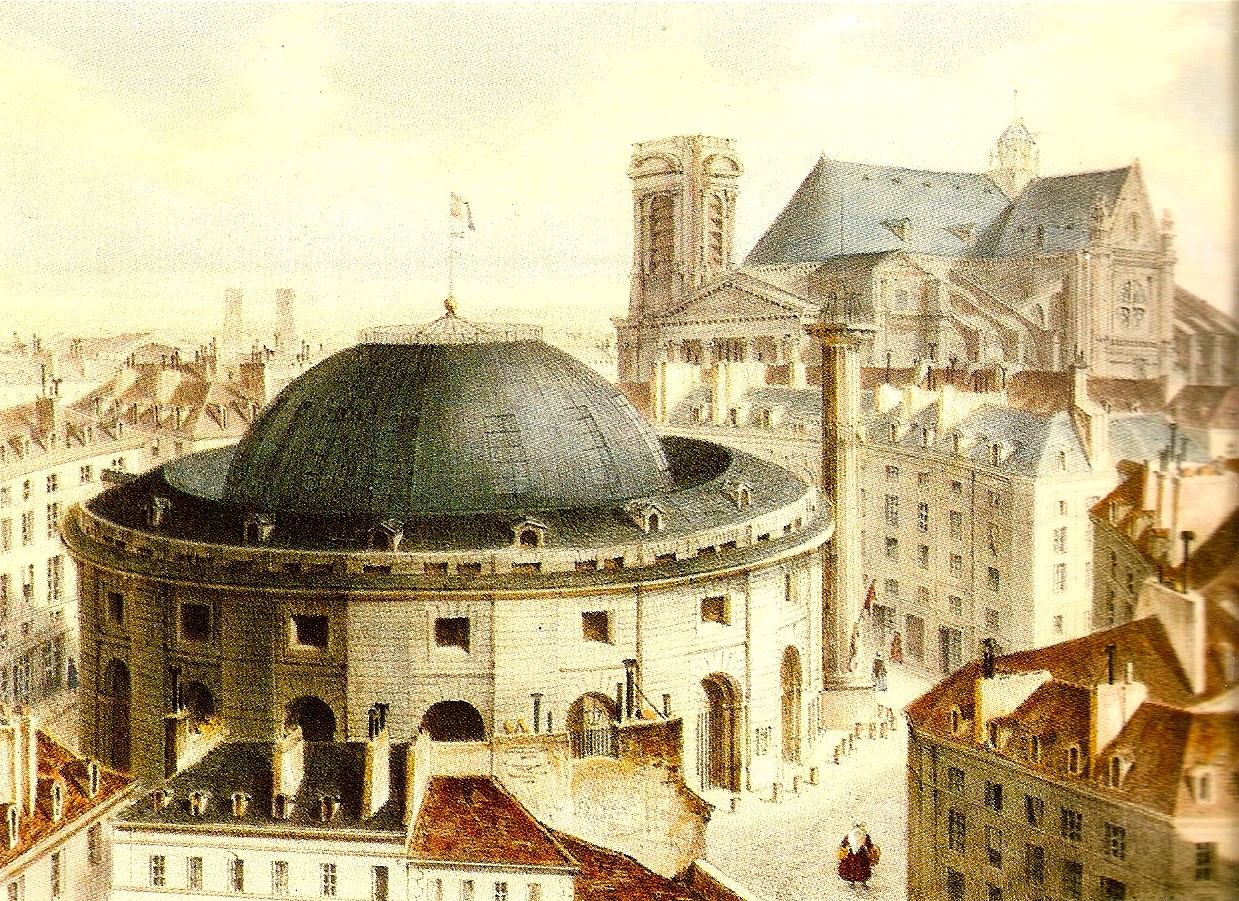
1838年的穀物交易所
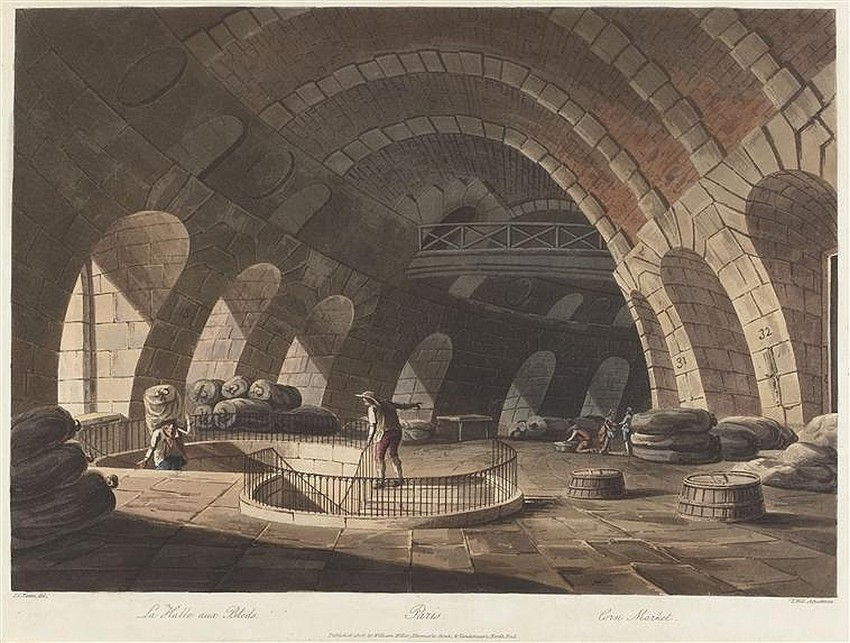
交易所的拱形閣樓

### 商業交易所時期及翻修
交易所的重建是延續第二帝國時期巴黎改造工程中，巴黎中央大廳興建工程的一部分計畫，自1885年開始，亨利·布隆代爾被任命對這座建築進行大規模的翻新工程。其工程則在1888年至1889年間進行。並增加了包括來自蘇瓦松府邸、梅濟耶爾的穀物交易所和貝朗熱設計的第二個圓頂的元素在建築裝飾上。布隆代爾所設計的建築仍然具有圓形的格局，並修改了圓頂的結構設計。此外18世紀的雙螺旋樓梯也在此次工程中被保留下來。
在建築物的入口門廊上方，有一座由四根帶有溝槽的科林斯柱式支撐的山形墊板，上面共有著由雕塑家阿里斯蒂德·克洛伊西創作的三個寓意性雕塑，代表巴黎市、貿易及豐富。建築內部的裝飾，則是由當時的畫家亞歷克西斯-約瑟夫·馬澤羅勒、埃瓦利斯特·維塔勒·盧米納伊斯、德西雷·弗朗索瓦·洛热、喬治·克萊林和希波吕特·卢卡斯共同完成。畫作描繪了象徵北、東、南和西方的人物，壁畫則代表了五大洲之間貿易的歷史。交易所最後於1889年9月24日，作為1889年世界博覽會的一部分設施開幕，並在此後正式作為商業交易所使用。
在1910-1920年代，德里安上校街開鑿在阿道夫-於連街的中軸線上，從建築西部開闢出通路，增強了建築的視覺效果，1930年代，隨著巴黎中央市場擴建計劃開始實行，商品交易所東側的建築物被拆除以建造市場的1號和2號館。這兩座市場館後來在1970年代被拆除。
商業交易所正式使用後，就有許多期貨市場在此運作，最初該部門是在專業工會的控制下進行的。並掌控包括小麥、黑麥和燕麥、麵粉、油脂、糖、酒精和橡膠等市場。然而在1929年，小麥價格的暴跌導致了1935年的改革建立專員公司，并在1950年通過一项法律以確認其地位。第二次世界大戰後，期貨市場逐漸向白糖、可可、咖啡、馬鈴薯等商品的國際貿易開放。商業交易所也持續作為貿易場所為企業提供服務。

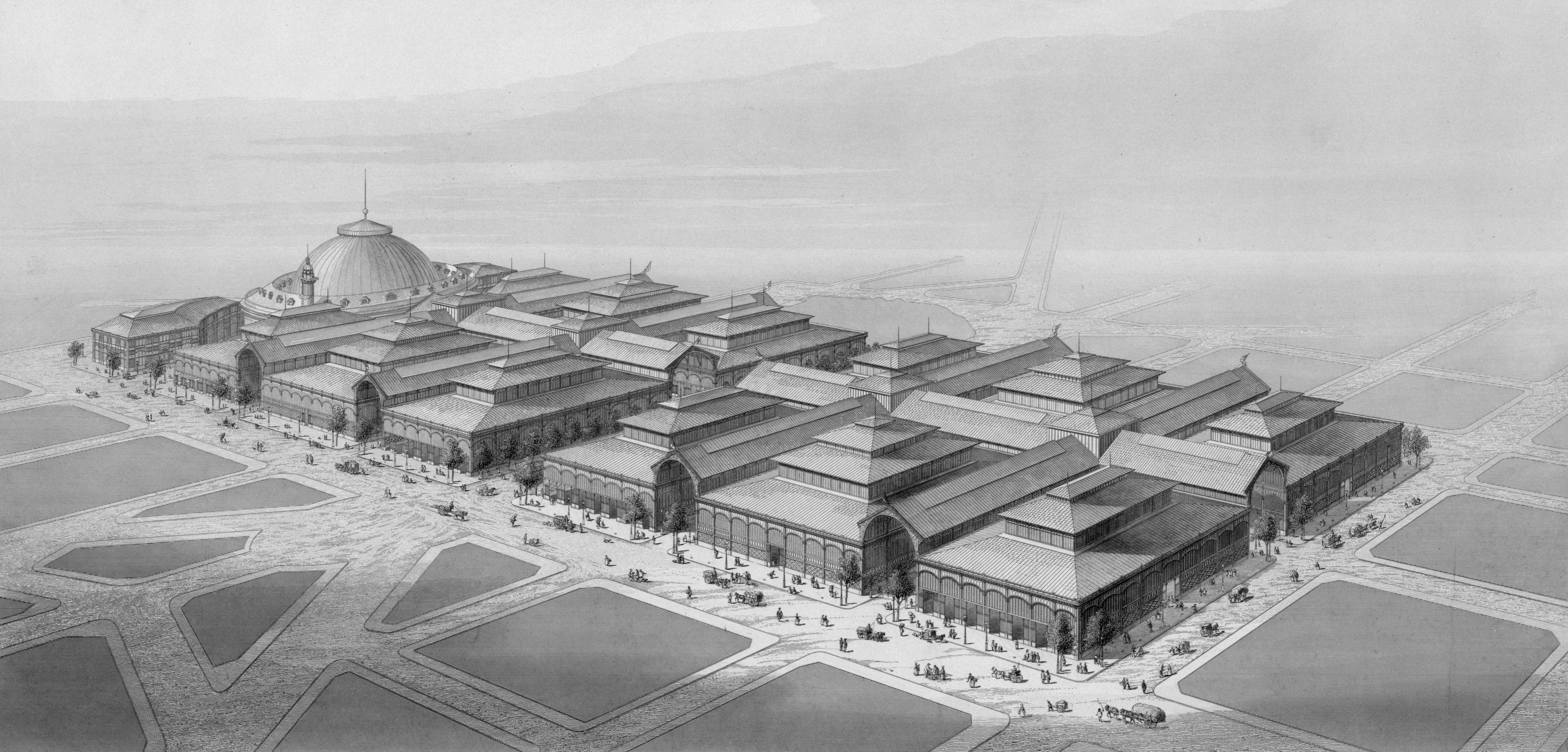
1863年巴黎中央大廳的鳥瞰圖，穀物交易所位於左側。
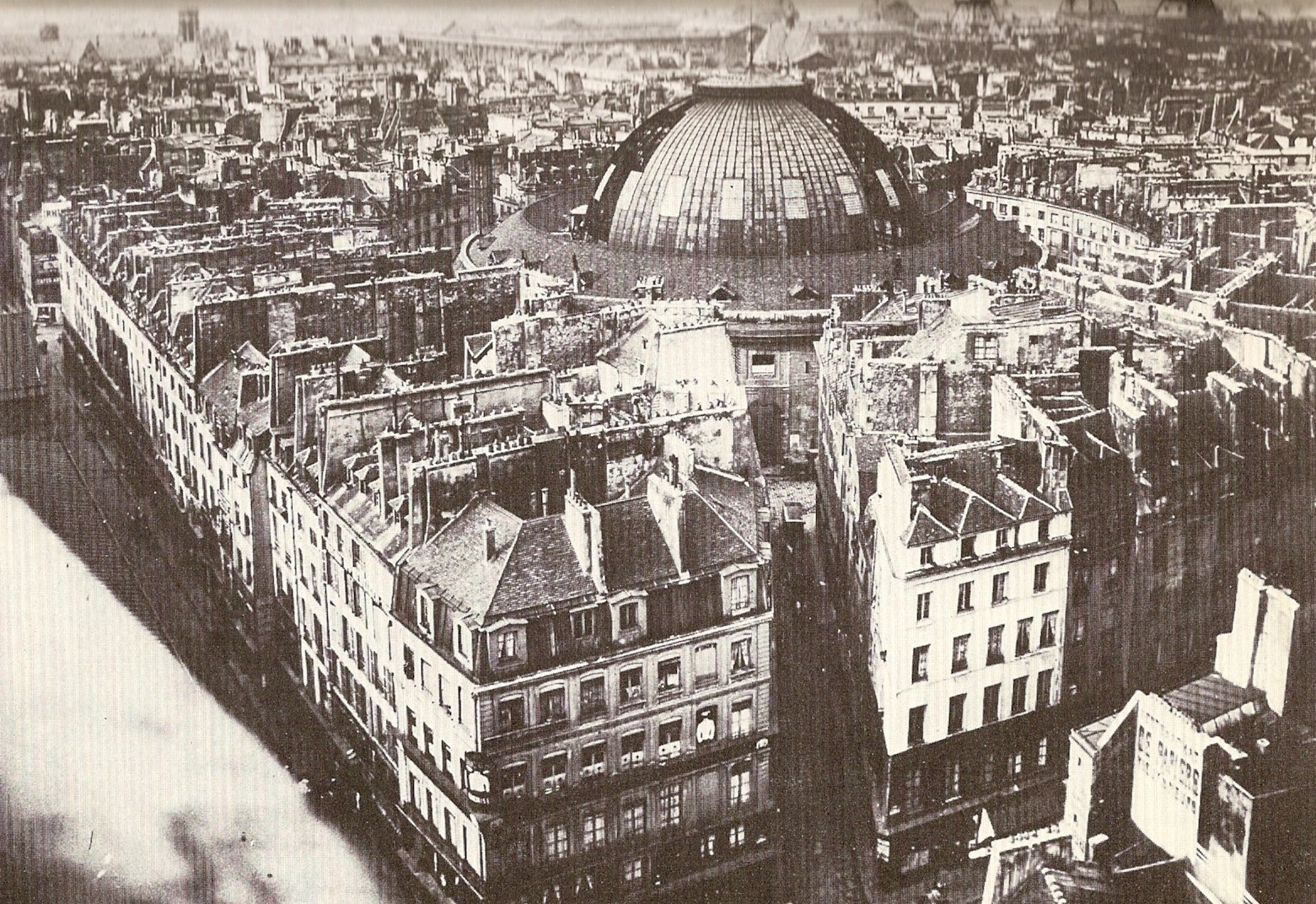
1885年前待修復的穀物交易所。
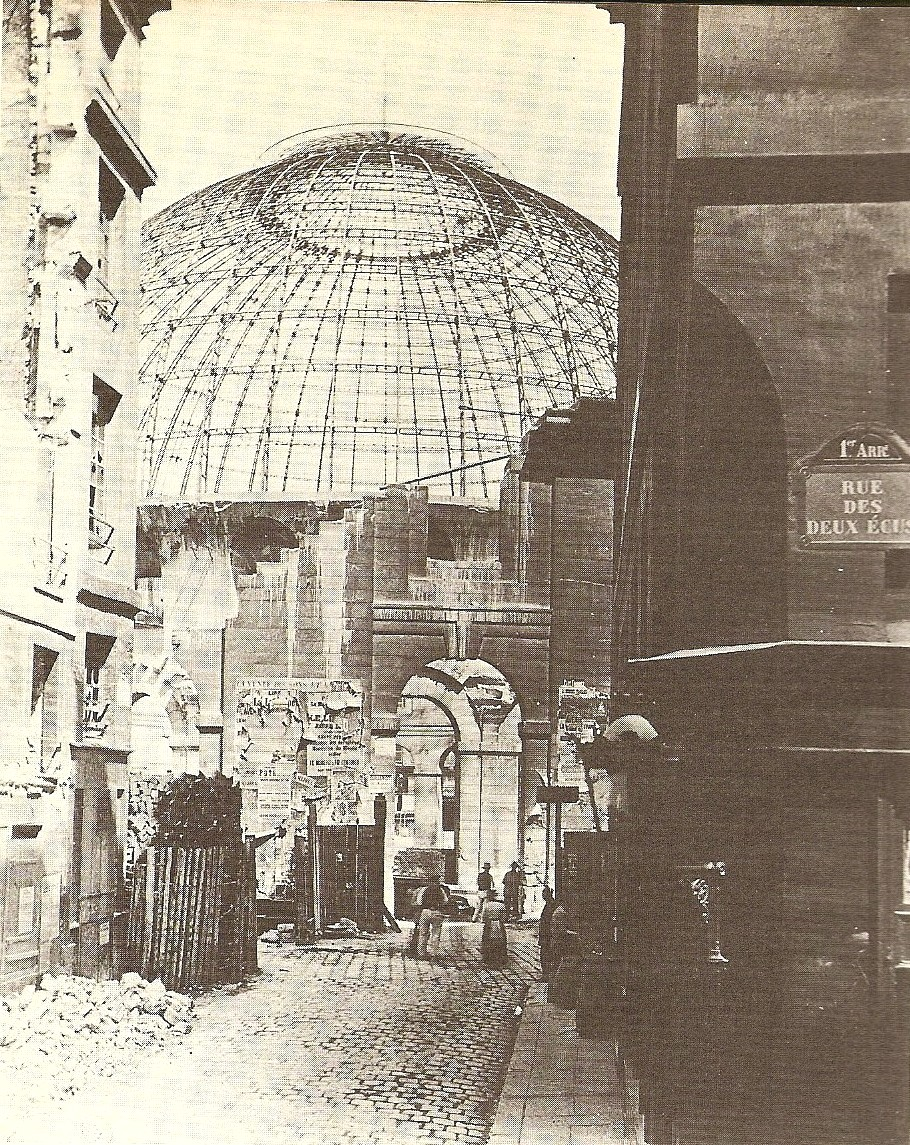
1887年重建期間的交易所。

### 20世紀後期
1949年，巴黎市以象徵性價格出售了這座建築物給巴黎商會使用。1975年1月15日，建築物的壁畫和圓頂被法國政府列為歷史紀念物。1989年，建築物進行了重大翻新。壁畫則在1998年修復完成。，內部庭院誒因此經常舉辦了小型交易會和展覽。
隨著期貨市場的電腦化，商業交易所於1998年由巴黎證券交易所關閉。並在21世紀初期由泛歐交易所接管的電子市場營運。2013年1月1日，巴黎商會工業部作為巴黎大區CCI的一個部門成立。其總部設置於商業交易所，並在交易所提供營運服務。

## 2016年至今：皮諾收藏博物館
2016年，時任巴黎市長安娜·伊達戈向弗朗索瓦·皮諾提供商業交易所約50年的租約，一次性支付1500萬歐元，並在不久後由巴黎市議會批准了將該建築改造成當代藝術展覽空間的計畫，並展示由弗朗索瓦·皮諾私人收藏的3,500多件作品，價值約12.5億歐元。
2017年，皮諾公開介紹由日本建築師安藤忠雄設計的改造計劃，即在大樓內規劃了一道直徑30公尺、高9公尺的的圓柱牆，試圖創造出一座「連接過去、現在及未來的建築」，並保留玻璃和金屬圓頂建築結構，同時也在計畫中增設主要展覽廳，使商品交易所成為多功能環形藝術場域。其建設成本為1.7億美元。並佔地超過113,000平方英尺，預計將成為皮諾收藏經營的三個博物館中最大的一個。完工後，博物館將擁有32,000平方英尺的展覽空間和一個地下禮堂，用於用於舉辦表演、放映甚至會議活動。
博物館最初的開幕日期定於2020年夏季，之後由於2019冠狀病毒病法國疫情而推遲。最終博物館於2021年5月中旬開放。裝修的最終費用為1.95億美元。首場展覽被稱為「序曲」展示了多位國際藝術家的作品，包括烏爾斯·費歇爾、凱瑞·詹姆斯·馬歇爾、瑪琳·杜馬斯、路克・圖伊曼斯和辛蒂·雪曼等人，整個建築形成了「博物館群」，每個地點都有「其特殊性、獨特性」的展覽，自2021年9月起，艾瑪·拉維尼 (Emma Lavigne) 擔任該博物館的負責人。

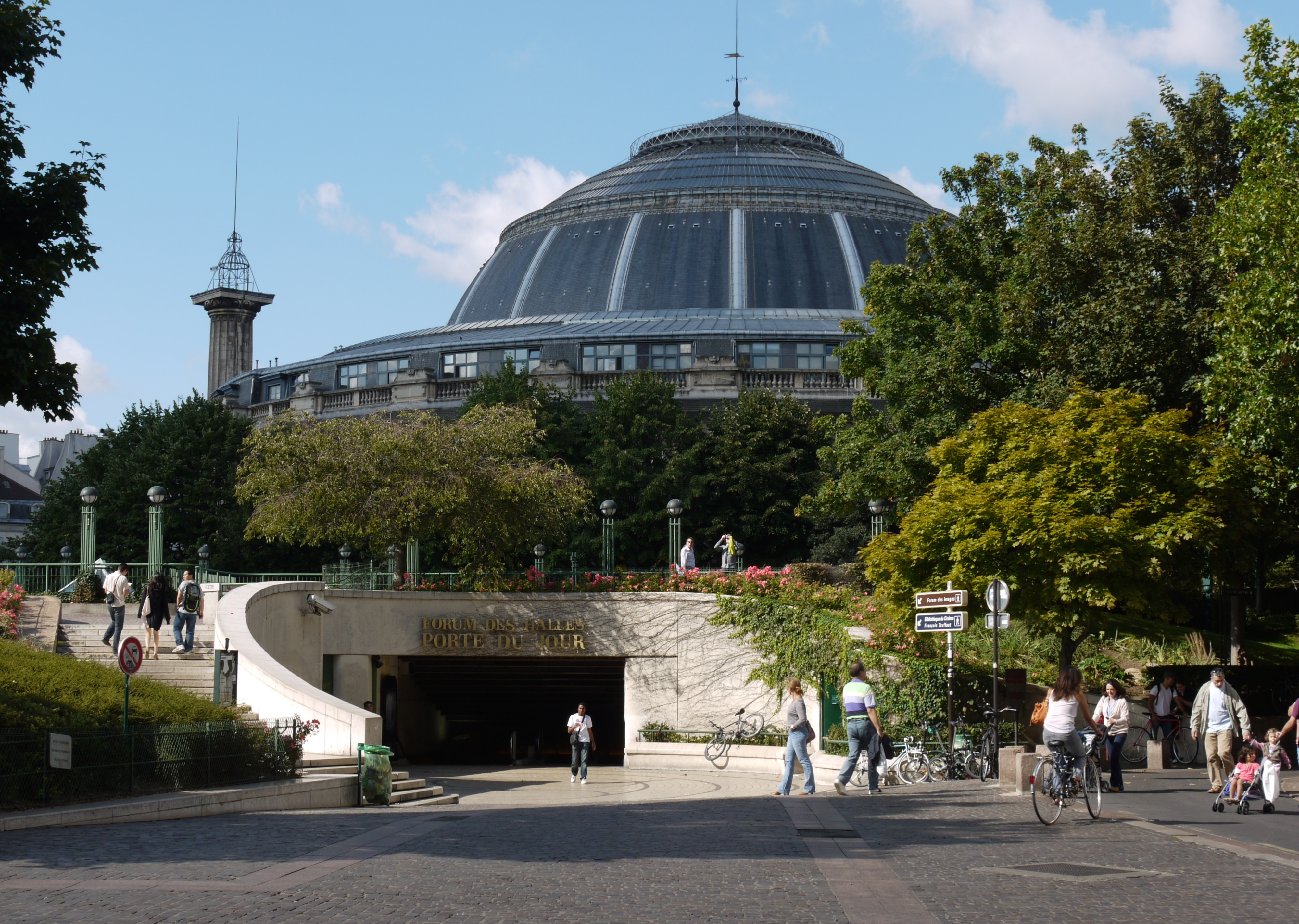
2014年修復前的商業交易所
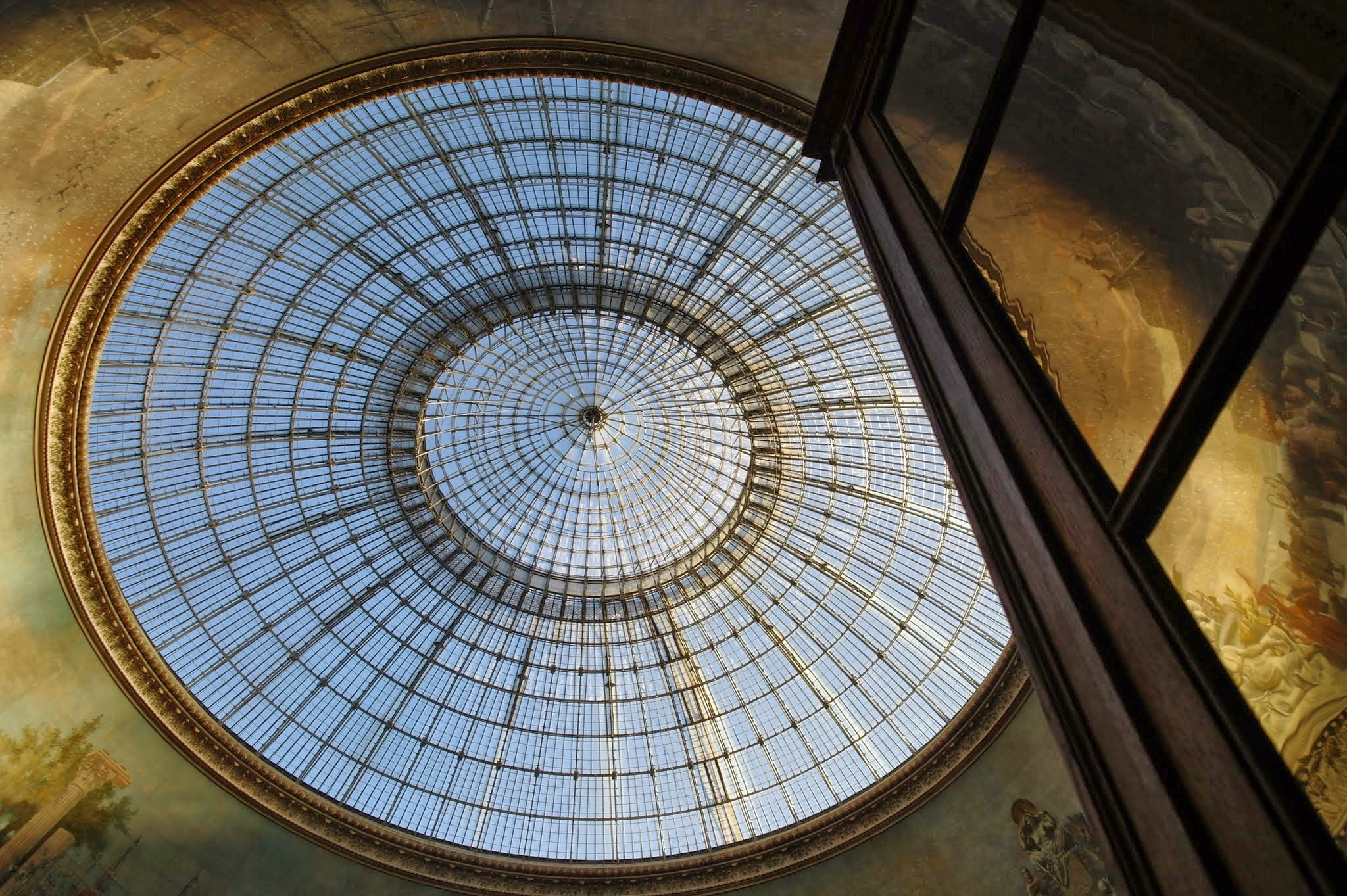
2013年修復前的商業交易所玻璃天花板
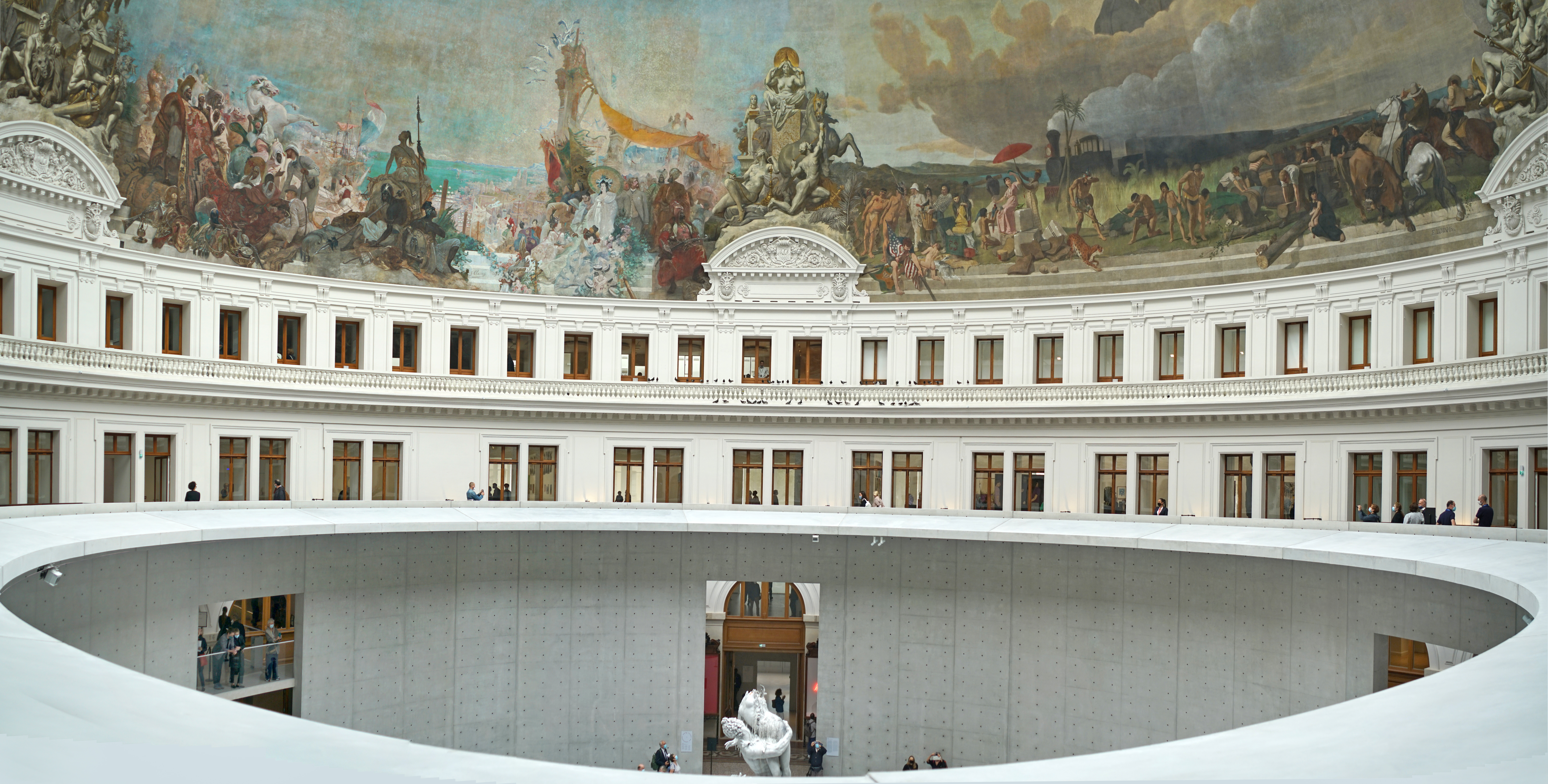
2021年的商業交易所內部。
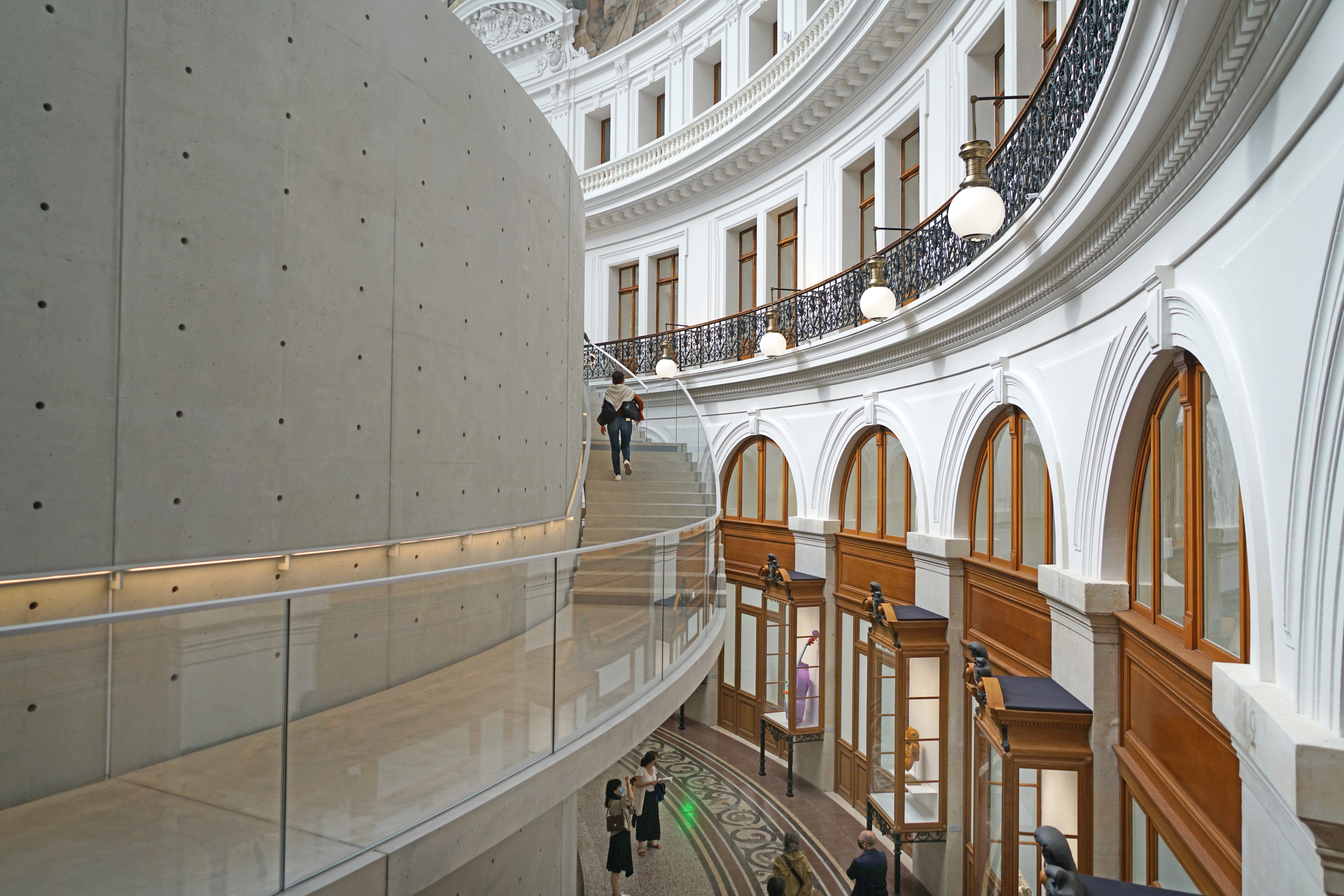
由安藤忠雄設計的商業交易所圓柱牆，該設施是博物館的核心展示廳。

## 外部連結
- 官方网站